# Martins Soares
Martins Soares is een gemeente in de Braziliaanse deelstaat Minas Gerais. De gemeente telt 6.715 inwoners (schatting 2009).

## Aangrenzende gemeenten
De gemeente grenst aan Durandé, Manhuaçu, Manhumirim, Reduto en Iúna (ES).